# شهرستان زنجبار
ناحیهٔ زنجبار (به عربی: مدیریة زنجبار) یک ناحیه در یمن است که در استان ابین واقع شده‌است.
ناحیهٔ زنجبار ۲۵٬۵۲۴ نفر جمعیت دارد.